# Гирда-де-Сус
Гирда-де-Сус (рум. Gârda de Sus) — село у повіті Алба в Румунії. Адміністративний центр комуни Гирда-де-Сус.
Село розташоване на відстані 339 км на північний захід від Бухареста, 71 км на північний захід від Алба-Юлії, 68 км на південний захід від Клуж-Напоки, 145 км на північний схід від Тімішоари.

## Населення
За даними перепису населення 2002 року у селі проживала 361 особа, усі — румуни. Усі жителі села рідною мовою назвали румунську.